# 指宿市立指宿商業高等学校
指宿市立指宿商業高等学校（いぶすきしりつ いぶすきしょうぎょうこうとうがっこう）は、鹿児島県指宿市岩本にある市立商業高等学校。

## 設置学科
- 商業科

## 沿革
- 1948年（昭和23年） - 鹿児島県今和泉高等学校として発足し、教場を指宿、喜入、利永、頴娃に置く[1]。
- 1949年（昭和24年） - 喜入教場を廃止し、利永教場及び頴娃教場が分離する[1]。
- 1956年（昭和31年） - 指宿市立今和泉中学校（現在の指宿市立西指宿中学校）の敷地と換地し、移転[1]。
- 1957年（昭和32年） - 指宿市立指宿商業高等学校に改称[1]。

## 日商簿記甲子園
- 日本商工会議所が2024年度から開催する第1回全国高等学校日商簿記選手権大会（日商簿記甲子園）（日商簿記検定施行70周年記念事業）の参加校である[2]。

## 特徴
- 年に1回、指商デパートという催しを開催している。これは、実際に模擬デパートを作り出し、授業等に役立たせるのが目的である。

この指商デパートは、実際の販売が学園祭などをイメージした高校レベルを越えており、例えば第1回開催時、自動車（地場産業で多く用いられる軽自動車トラック）の複数台販売を行ったり、校内目標売上金額の大幅超過などがあった。このことが現在まで続く指商デパートの継続に大きな影響を与え、教育上への有効性を示しているとされる。
指商デパートの立案・責任者は第1回開催時の宮路荘六（教頭）であり、当行事を受勲理由にして自己推薦した当時の学校長ではない。このイベントにて万が一、開催によって各店舗で損失が発生した場合、宮路が私費で補填を行う旨を指宿市教育委員会およびPTAと約束をしていたという。
- 2022年。指宿商業高校教職員一同が文部科学大臣優秀教職員表彰を受ける。教職員一同が一体となって達成している優れた行事（生徒出資の株式会社設立等）であり、日本の他の商業高校のお手本といえる。

## 交通
- 九州旅客鉄道指宿枕崎線 薩摩今和泉駅から徒歩5分

## 著名な出身者
- 永射保（元プロ野球選手）
- 田之上慶三郎（元プロ野球選手）
- はた真弥（元MBCタレント）
- 黒岩功（シェフ、著者）
- 下園愛弓（スタントウーマン　JAE:ジャパン・アクション・エンタープライズ所属）